# Mamoru Morimoto
Mamoru Morimoto (* 11. Juli 1939 in Futami, Präfektur Mie; † 28. Februar 2021) war ein japanischer Leichtathlet.

## Biografie
Mamoru Morimoto wurde 1962 Asienspielesieger über 800 Meter und gewann mit der 4-mal-400-Meter-Staffel die Bronzemedaille. Zudem gewann Morimoto bei der Universiade 1963 in Porto Alegre Gold über 800 und Silber über 1500 Meter. Er startete bei den Olympischen Spielen 1964 in Tokio im Wettkampf über 800 Meter, schied dort als Sechster seines Halbfinallaufs aus. Zwei Jahre später gewann er mit Bronze über 800 Meter seine dritte Medaille bei Asienspielen.
Morimoto war dreifacher Japanischer Meister über 800 Meter (1960, 1961 und 1963).
Seine Tochter ist die ehemalige Fußballnationalspielerin Tsuru Morimoto.